# The Seven Gates of Hell : The Singles 1980-1985
Albums de Venom
Ressurection
(2002) In League with Satan
(2002)
The Seven Gates of Hell : The Singles 1980-1985 est une compilation du groupe de heavy metal britannique Venom.
Sortie en 2002 sur le label Sanctuary Records, il s'agit d'une compilation regroupant tous les titres des singles du groupe parus durant la période 1980-1985, c'est-à-dire la période « classique » de Venom. Les singles sont présentés dans l'ordre chronologique de leur parution, et l'ordre des chansons correspond aux faces A et B des 45 tours.

## Liste des morceaux
1. In League With Satan
2. Live Like An Angel, Die Like A Devil
3. Bloodlust
4. In Nomine Satanas
5. Die Hard (version 12 pouces)
6. Acid Queen
7. Bursting Out
8. Warhead (version 12 pouces)
9. Lady Lust
10. Seven Gates Of Hell
11. Manitou (version 12 pouces)
12. Dead Of The Night
13. Woman
14. Nightmare (version 12 pouces)
15. Satanachist
16. F.O.A.D.
17. Witching Hour (live)
18. Teacher's Pet / Poison / Teacher's Pet (medley live)

## Musiciens
- Cronos (Conrad Lant) : chant, basse
- Mantas (Jeffrey Dunn) : guitare
- Abaddon (Anthony Bray) : batterie